# Friedrich Spengelin

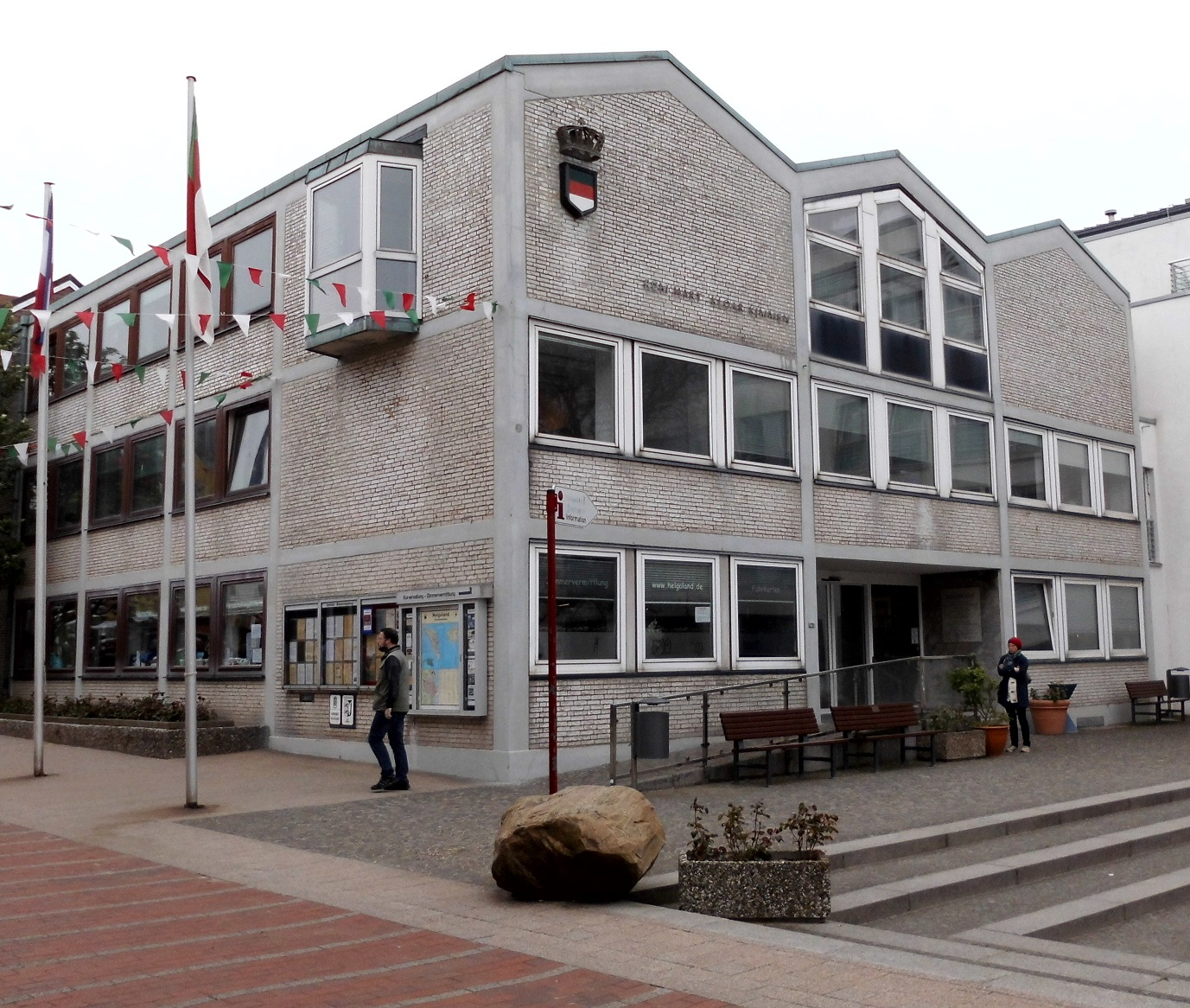
Rathaus Helgoland (1957–60)

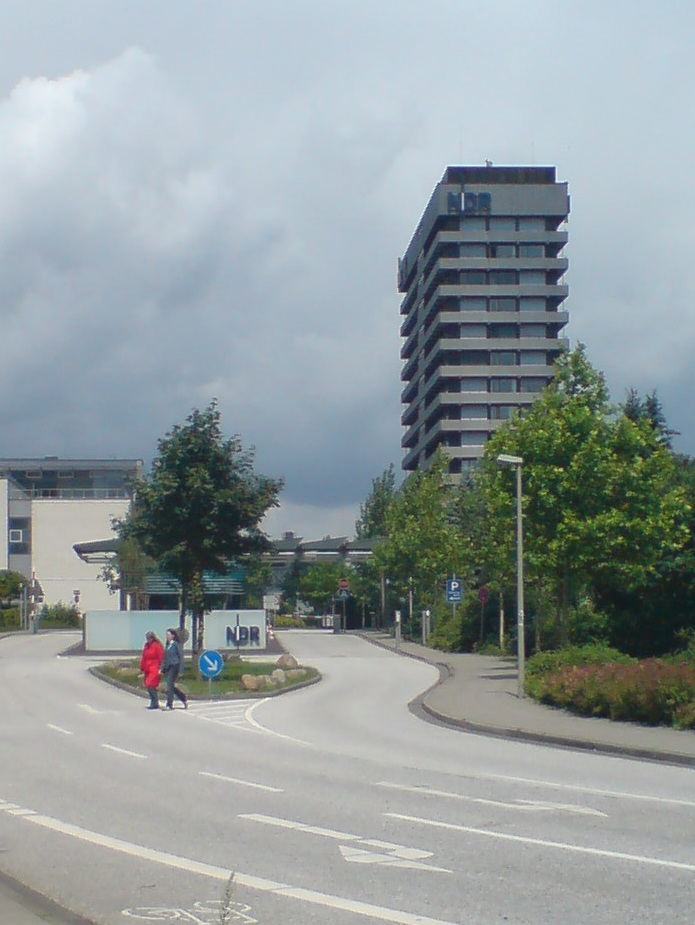
NDR-Gebäude Hamburg-Lokstedt (1964–1967)

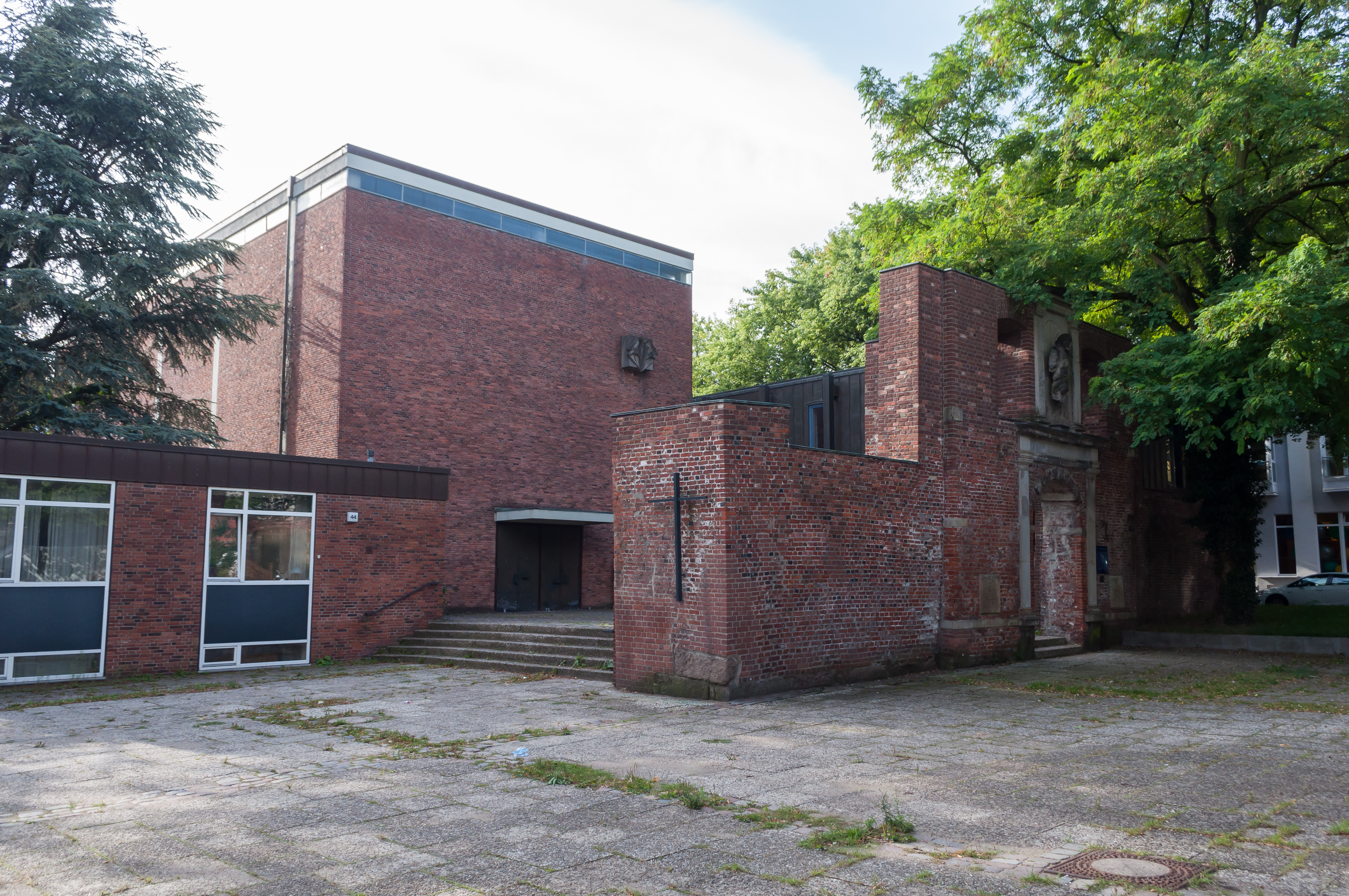
Dreifaltigkeitskirche Hamburg-Harburg (1965)

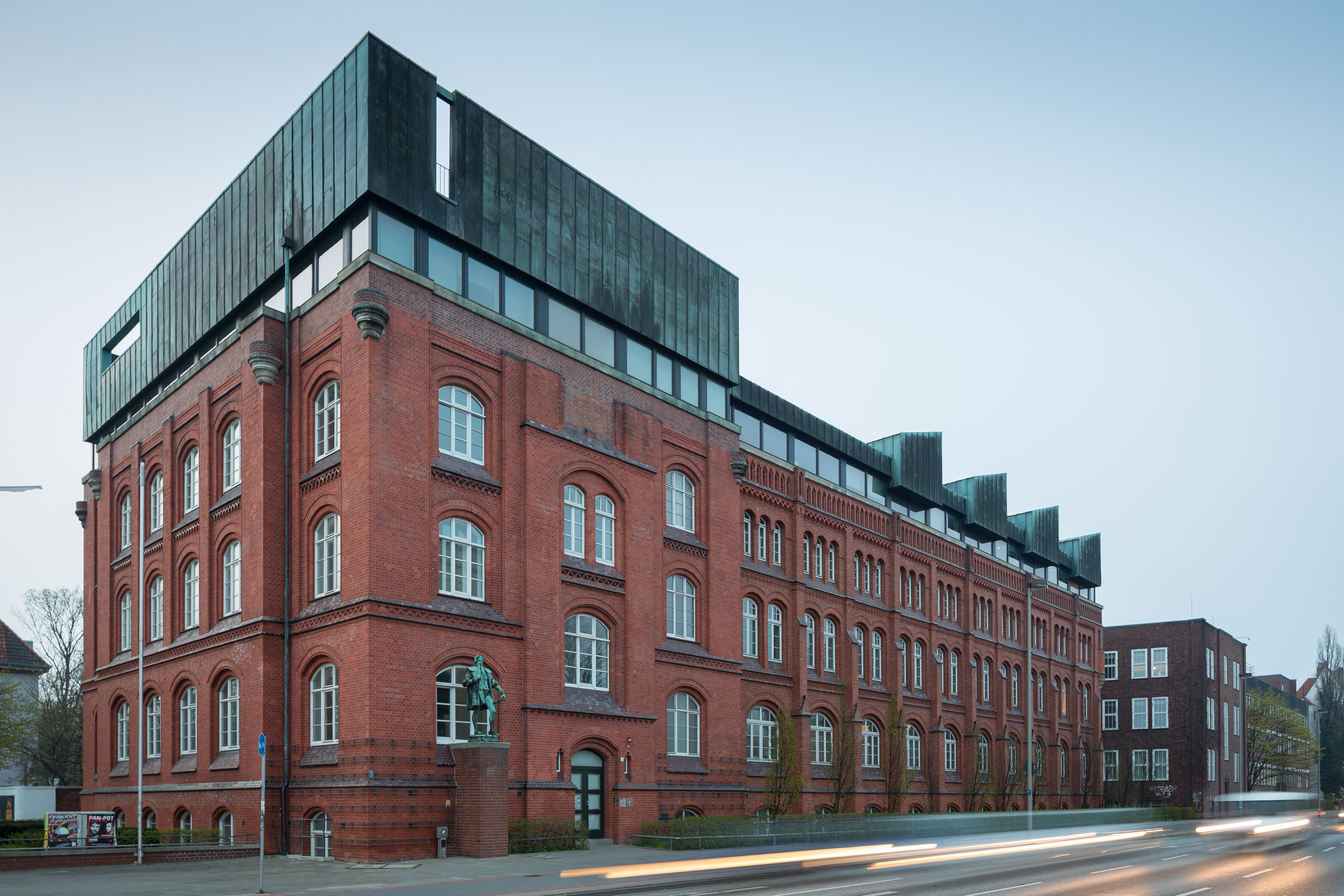
Architekturgebäude, Universität Hannover (1965)

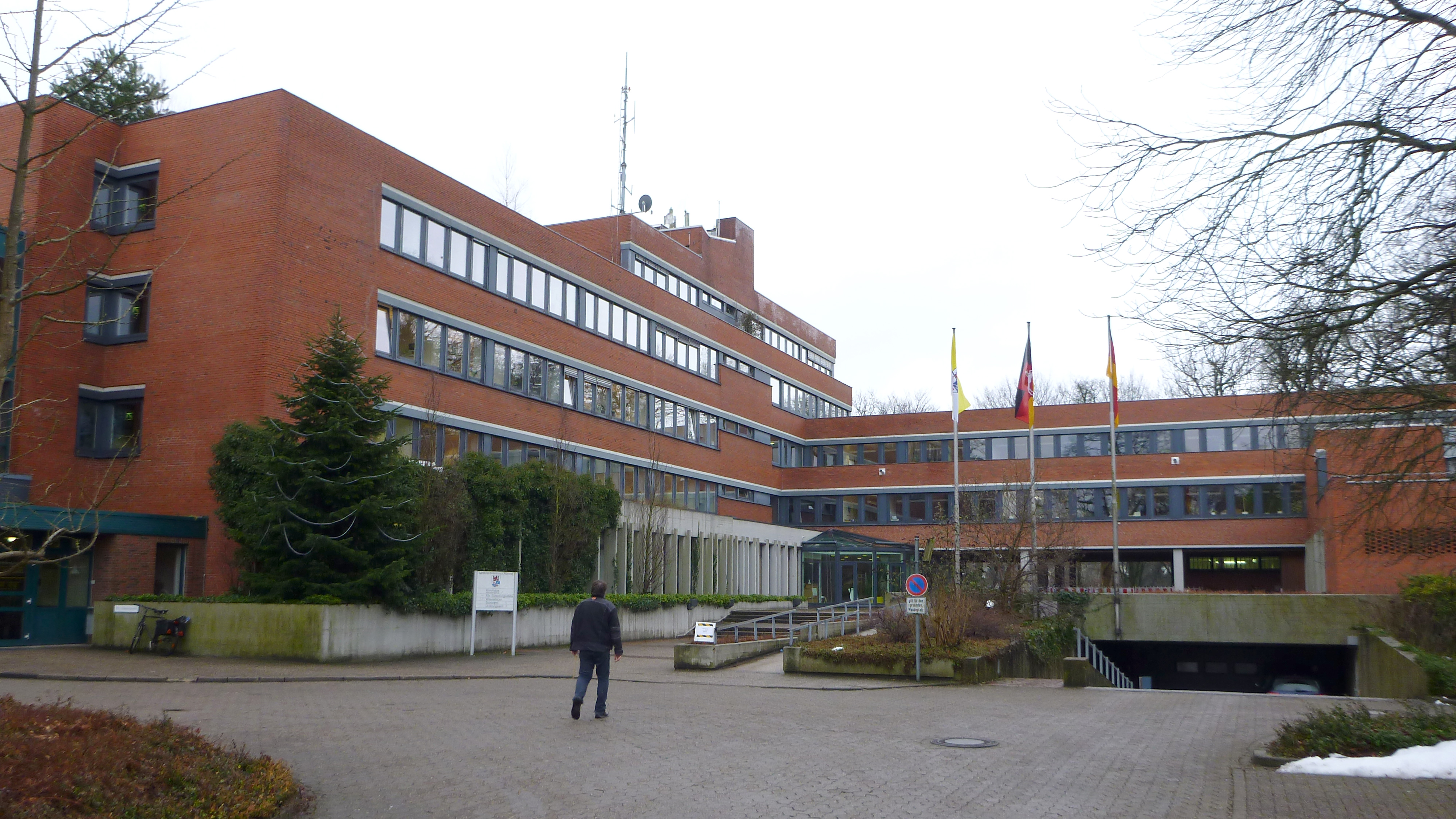
Kreishaus Rotenburg (1968)

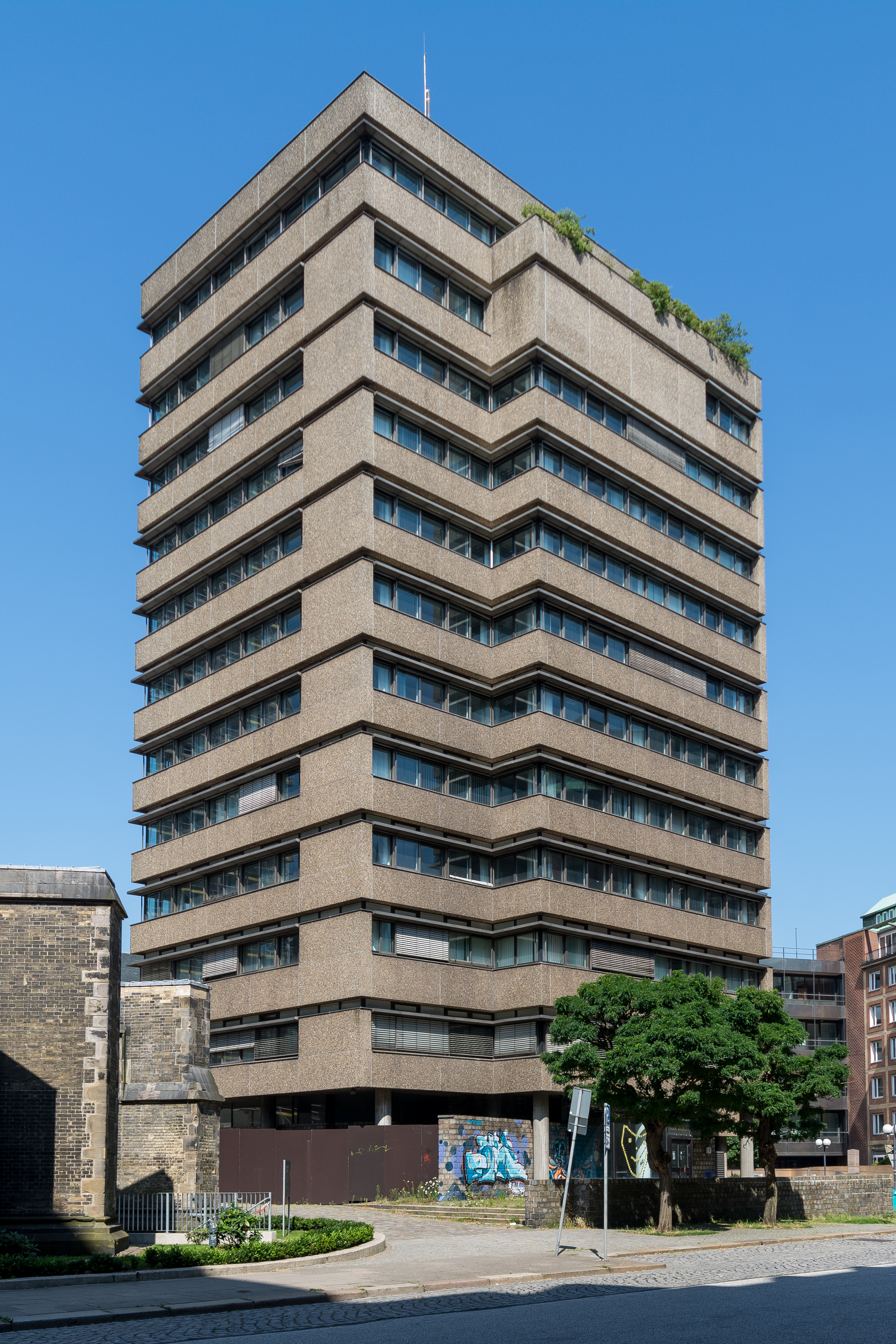
Haus der Kirche, Hamburg-Altstadt (1971–1974)

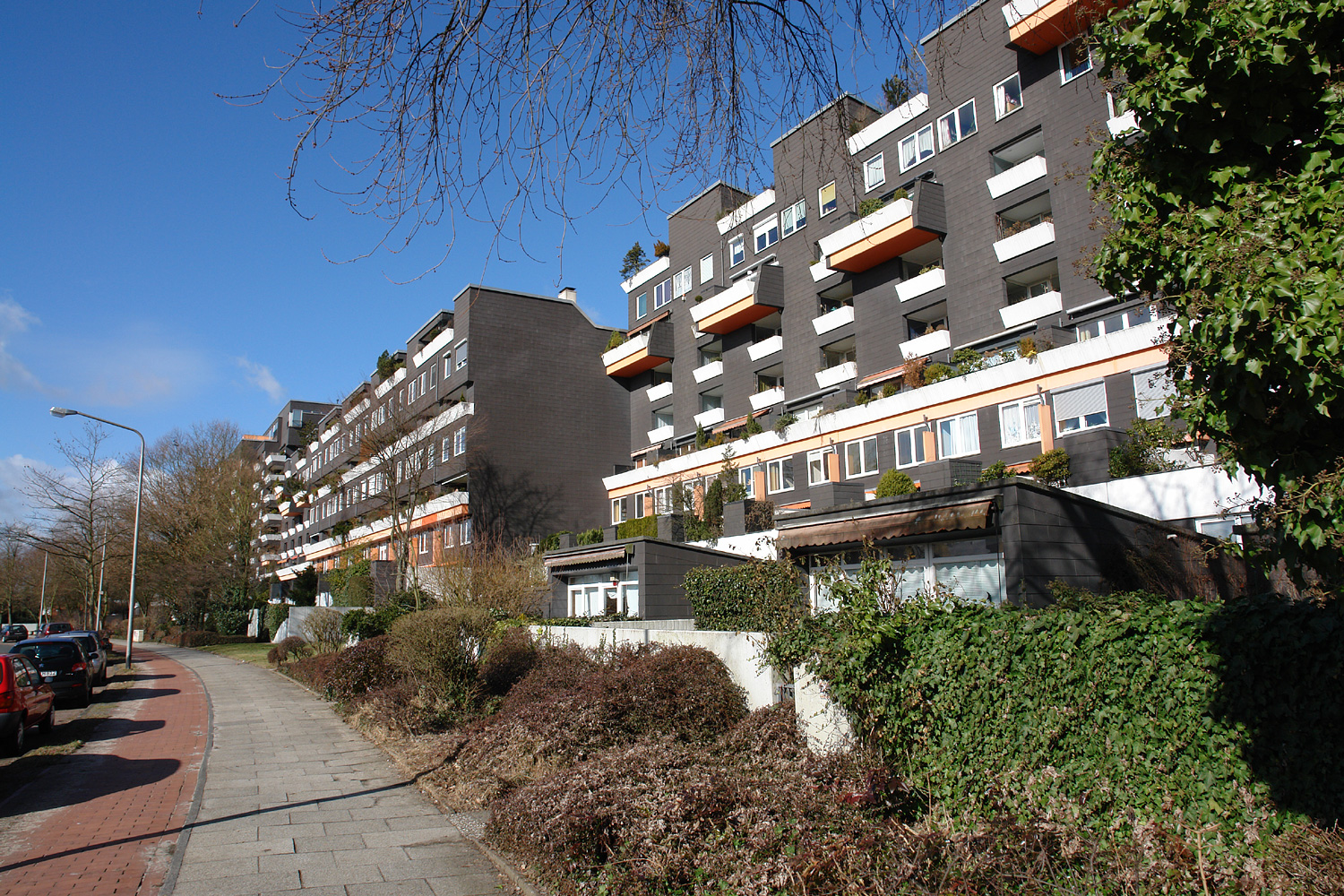
Wohnanlage Großer Kurfürst, Gartenstadt Vahr in Bremen (1969–1972)

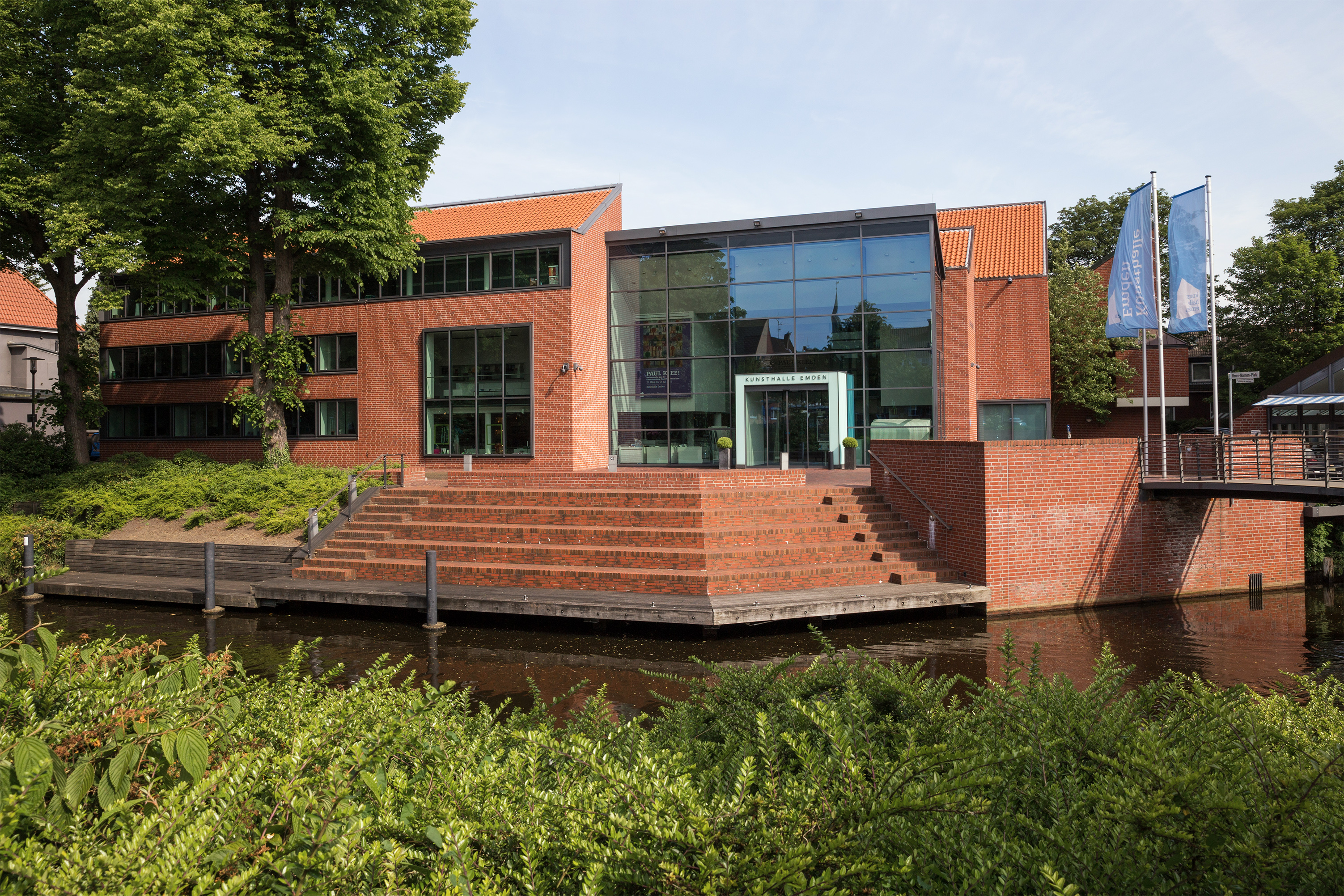
Kunsthalle Emden (1983–1986, 1997–2000)

Friedrich Spengelin (* 29. März 1925 in Kempten (Allgäu); † 30. April 2016) war ein deutscher Architekt, Stadtplaner und Hochschullehrer.

## Leben und Wirken
Nach dem Abitur in Kempten studierte Spengelin von 1943 bis 1948 an der Technischen Hochschule München Architektur. Als seine wichtigsten Lehrer benannte er Martin Elsaesser, Hans Döllgast und Robert Vorhoelzer. 1948 erwarb er sein Diplom; danach war er bis 1950 Mitarbeiter im Büro von Konstanty Gutschow in Hamburg. Er heiratete 1951 die Architektin Ingeborg Petzet; seitdem führten beide ein gemeinsames Büro in Hamburg und ab 1975 auch in Hannover. Von 1972 bis Ende 2010 war Spengelin in der Planungsgemeinschaft Spengelin, Gerlach und Partner (sgp) in Meckenheim und Bonn als Nachfolgebüro des Büros Spengelin tätig. Sein letztes wichtiges Werk dort war die neue Kapelle am Stauferklinikum Schwäbisch Gmünd mit sgp Hachtel Bauer Architekten BDA. Seit 2011 war seine Mitarbeit auf eine beratende Funktion beschränkt. Beginnend mit dem Ersten Preis im Wettbewerb Hauptstadt Berlin 1958 (mit Fritz Eggeling und Gerd Pempelfort) errang das Büro über 80 Preise und Ankäufe.
1961 wurde Spengelin als ordentlicher Professor an den Lehrstuhl für Entwerfen an der Technischen Hochschule Hannover berufen. 1966 wechselte er als Nachfolger von Wilhelm Wortmann auf den Lehrstuhl für Städtebau, Wohnungswesen und Landesplanung, den er bis 1993 innehatte. Von 1989 bis 1997 war er Direktor der Abteilung Baukunst der Akademie der Künste in Berlin. Friedrich Spengelin war seit 1966 Mitglied der Freien Akademie der Künste Hamburg.
Das Büro Spengelin hat in vielen deutschen Städten Stadtplanungen erarbeitet, so in Bonn, Bremen, Celle, Düsseldorf, Göttingen, Greifswald, Hamburg, Hameln, Kempten, Magdeburg, Meckenheim, Münster, Osnabrück, Trier, Ulm, Vorsfelde und Wuppertal. Auch oblag ihm – gemeinsam mit Erich Kühn und Jürgen Gerlach – die städtebauliche Gesamtplanung der bis 1969 selbständigen Stadt Merl.
Weiterhin erstellte es Strukturplanungen für den Ausbau der Universitäten Bonn, Hannover, Münster, Osnabrück und Trier.
Wohnhäuser und Wohnquartiere entstanden unter anderem in Berlin, Bremen, Hamburg, Hannover, Helgoland, Meckenheim, Wilhelmshaven und Wolfsburg. Von Spengelin gibt es zahlreiche Veröffentlichungen zu den Themen Stadtplanung, Stadtgestaltung und Wohnungsbau.

## Kritik
Spengelins Planungen sind nicht nur auf Zustimmung gestoßen. An der Gestaltung des Bahnhofsvorplatzes in Bonn gibt es seit den 1970er Jahren Kritik. Der Bonner Kunsthistoriker Heinrich Lützeler veröffentlichte im Bonner General-Anzeiger einen kritischen Diskussionsbeitrag. Im Volksmund hält sich der Begriff »Spengelin-Gässchen« für die als zu eng empfundene Straße »Am Hauptbahnhof«, welche vor der Umgestaltung breiter angelegt war. Neuerdings  wurden einige von Spengelins Bauten – so etwa die Baugewerkschule Eckernförde oder das Haus der Kirche – zwar unter Denkmalschutz gestellt, aber gleichwohl abgerissen.

## Mitgliedschaften
- Mitglied im Hamburger Landes- und im Bundesvorstand (Bonn) des Bundes Deutscher Architekten (BDA)
- Aufnahme in die Akademie der Künste (Berlin) (1974)
- Freie Akademie der Künste in Hamburg
- Deutsche Akademie für Städtebau und Landesplanung
- Braunschweigische Wissenschaftliche Gesellschaft
- Internationaler Verband für Wohnungswesen, Städtebau und Raumordnung
- Internationaler Verbandes für Stadt- und Regionalplanung
- Deutscher Werkbund

## Ehrungen und Auszeichnungen
- 1973: Heinrich-Plett-Preis für Verdienste um den Städte- und Wohnungsbau
- Auszeichnungen für ausgeführte Bauten durch die Baubehörde und die Architektenkammer in Hamburg
- 1974: BDA-Preis des Landes Bremen
- 1976: BDA-Preis Niedersachsen[3]
- 1986: Fritz-Schumacher-Preis der Freien und Hansestadt Hamburg
- 2002: Ehrenmitglied der Hochschule für bildende Künste Hamburg

## Bauten
- 1951: Pavillon auf dem Constructa Messegelände Hannover (nach Ende der Messe abgerissen)[4]
- 1953–1956: Wohnsiedlung Hölderlinstraße in Klein-Flottbek[5] (Hausnummer 20a Büro Spengelin)[6] ⊙
- 1953: Ruhrkohlenberatungsstelle in Hamburg[7]⊙
- 1955: Heizkraftwerk auf Helgoland[7]
- 1955–1958: Landungsbrücke Helgoland[7]
- 1956–1957: Wohnsiedlung Möllner Landstraße in Hamburg-Billstedt[6]⊙
- 1957: Haus der Jugend auf Helgoland
- 1957–1958: Wohn- und Geschäftshaus Denker auf Helgoland[8]
- 1957–1958: Hotel Bufe auf Helgoland[8]
- 1957–1958: Wohn- und Geschäftshaus Krüss auf Helgoland[8]
- 1957–1958: Wohn- und Geschäftshaus Janssen auf Helgoland[8]
- 1957–1958: Wohn- und Geschäftshaus Trinks auf Helgoland[8]
- 1957–1958: Reihenwohnhäuser Treppenhalde auf Helgoland[8]
- 1957–1959: Konzertmuschel, am Südstrand 1310 auf Helgoland[7]⊙
- 1957–1959 Kurhaus und Kurhotel auf Helgoland (1990 abgerissen)[9]
- 1958–1959: Wohnhaus Hinrichs auf Helgoland[8]
- 1958–1959: Geschäftshäuser Lung Wai auf Helgoland[8]
- 1958–1959: Haus Scholl, Unterland auf Helgoland[8]
- 1958–1959: Haus Stoldt, Unterland auf Helgoland[8]
- 1958–1959: Reihenwohnhäuser am Falm auf Helgoland[8]
- 1958–1959: Wohnsiedlung Denickestraße in Hamburg[10][11][12]⊙
- 1958–1959: Wohnhaus in Hamburg[7]⊙
- 1958–1960: Rathaus auf Helgoland[13]⊙
- 1959: Baugewerkschule in Eckernförde, Lorenz-von-Stein-Ring 1–5 (aufgelöst 2007[14] und 2014 abgerissen)[15]
- 1959–1960: Wohn- und Geschäftshaus Happot Wai auf Helgoland[8]
- 1959–1964 Wohngebiet Broosbyer Koppel in Eckernförde[16]⊙
- 1960–1961: Reihenwohnhaus Mittelweg auf Helgoland[8]
- 1960–1961: Wohn- und Geschäftshaus Botter auf Helgoland[8]
- 1960–1961: Wohn- und Geschäftshaus Koopmann auf Helgoland[8]
- 1960–1961: Wohn- und Geschäftshaus Franz auf Helgoland[8]
- 1961–1962: Haus Drews auf Helgoland[8]
- 1961–1962: Haus Janssen auf Helgoland[8]
- 1961–1962: Westerwisch, Cuxhaven[6]
- 1961–1963: Wohn- und Geschäftshaus Broders auf Helgoland[8]
- 1961–1963: Hotel Haus Lieselotte auf Helgoland[8]
- 1961–1963: Hotel Haus Erika auf Helgoland[8]
- 1962–1963: Haus Raloff in Hamburg-Flottbek[7]
- 1962–1964: Hotel Haus Alexandra auf Helgoland[8]
- 1963: Trinitatiskirche in Hamburg-Harburg[17]⊙
- 1963–1968: Wohnsiedlung Glinder Au in Hamburg[18]⊙
- 1964–1970: Schule Sonnenland in Hamburg[19]⊙
- 1965: Wohnhaus Spengelin in Hamburg-Eimsbüttel (unter Denkmalschutz)[20]⊙
- 1965: Dreifaltigkeitskirche in Hamburg-Harburg ⊙
- um 1965: Ausbau der Südstadt, Burgdorf[21]
- 1965–1966: Erweiterung des Fabrikgebäudes J. C. König & Ebhardt, heute Institut für Erziehungswissenschaft[22] Universität Hannover, Schloßwender Straße 1 in Hannover (unter Denkmalschutz)[23]⊙
- 1966–1969: Wohnquartier an der Holsteiner Chaussee in Hamburg[2][24][25][26]⊙
- 1966–1969: Süderwisch, Cuxhaven[6]
- 1967–1968: Gemeindezentrum in Hamburg-Eimsbüttel (zusammen mit Ingeborg Spengelin)
- 1967–1968: Kreishaus in Rotenburg (Wümme), BDA-Preis Niedersachsen 1976[3]⊙
- 1968: Fernkältewerk in Hamburg[27]⊙
- 1968–1969: Wohnsiedlung Ludwigstraße in Buxtehude[6]
- 1968–1969: Leonardo Hotel Nord in Hamburg[28]⊙
- 1968–1970: Verwaltungsgebäude der Landeskirche Hamburg (Haus der Kirche) in Hamburg-Altstadt[29][30] (abgerissen 2017)[31]
- 1969–1972: Wohnsiedlung Kurfürstenallee, (städtebauliches Gesamtkonzept seit 1961) in Bremen-Vahr[32][33][34]⊙
- 1969–1975: Großwohnsiedlung Steilshoop in Hamburg[35][36][37]⊙
- 1969–1980: City Nord Mitte, Bereich Mexicoring in Hamburg[38]
- 1970–1974: Postamt 60 am Überseering in Hamburg (2020 abgerissen)[39]
- 1971–1973: Rathaus in Schwalbach am Taunus[6]
- 1971–1974: ERGO Bürogebäude in Hamburg (unter Denkmalschutz)[40]⊙
- 1971–1973: Wohnanlage Wolfsburg-Westhagen[41]
- 1971–1973: Gymnasium in Schwarzenbek[42]⊙
- 1975: Produktionsgebäude des NDR, NDR Fernsehen Haus 11 in Hamburg[43] (abgerissen 2018)[44]
- 1975: Wohnhäuser Kurt-Schumacher-Straße in Gelsenkirchen[45]
- nach 1975: Wohn- und Geschäftshaus in Osnabrück[46]
- 1975–1976: Appartementhaus Bellevue[6]
- 1975–1976: Wohnsiedlung Habichtshorststraße in Hannover, Hausnummer 12a Büro Spengelin[47][6]
- 1975–1978: Bahnhofsvorplatz Bonn (abgerissen 2017)[48]
- 1976: Haus im Park in Hamburg-Bergedorf[49]⊙
- 1976–1977: 5-geschossiges Häuserhaus in Meckenheim[50]
- 1976–1980: Wohnhaus im Grünen Grunde in Hamburg[51]⊙
- 1977: Fassadengestaltung Karstadt in Minden[6]
- 1978: Mehrzweckhalle in Meckenheim[6]
- 1978–1980: Sanierung eines Wohnhauses, Charlottenstraße 47,[6]
- 1979: Haus am Dom in Minden (umgebaut 2016)[52]⊙
- 1979: Karstadt-Warenhaus in Detmold, 2012 bis auf die Tragstruktur erneuert[53][54]
- um 1980: Anbau für die Deutsche Bundesbank am Georgsplatz (Hannover)[55]⊙
- bis 1980: Wohnquartier Roderbruch in Hannover[56][25]⊙
- 1979–1981: Wohnhaus am Fliegerdeich in Wilhelmshaven[6]
- 1981: Umbau der Musikschule in Kempten[6]
- 1983: Biologieinstitute und Mensa der Universität Osnabrück
- 1983–1986: Kunsthalle in Emden⊙
- 1985: Erweiterung der Universitätsbibliothek Hannover
- 1986–1988: Arbeitsamt in Verden (Aller)[57]
- 1989–1990: Malschule in Emden
- 1991: Landeszentralbank in Hameln[58]
- 1995: Freiraumgestaltung in Feldberg (Mecklenburg)
- 1995: Stadtgestaltungsplan für Wesenberg (Mecklenburg)[59]
- 1997–2000: Erweiterung der Kunsthalle in Emden
- 2011: Hotelanbau Amsee in Waren (Müritz)[60]
- Wohnbaumodell Depenkamp in Hamburg[25]
- Wohnsiedlung Pfeilshof in Hamburg[6]
- nach 1971: Wohnsiedlung Altenhagen (Bielefeld)[61]

## Plansammlung
- Baupläne zum Wiederaufbau von Helgoland befinden sich im Schleswig-Holsteinischen Archiv für Architektur und Ingenieurbaukunst (AAI) in Schleswig.